# Один из наших самолётов не вернулся
«Один из наших самолётов не вернулся» (англ. One of Our Aircraft Is Missing; иногда переводится как «Один из наших самолётов не вернулся на базу», или «Один из наших самолётов пропал») — английский военный фильм режиссёров Майкла Пауэлла и Эмерика Прессбургера, снятый во время Второй мировой войны в 1942 году.

## Сюжет

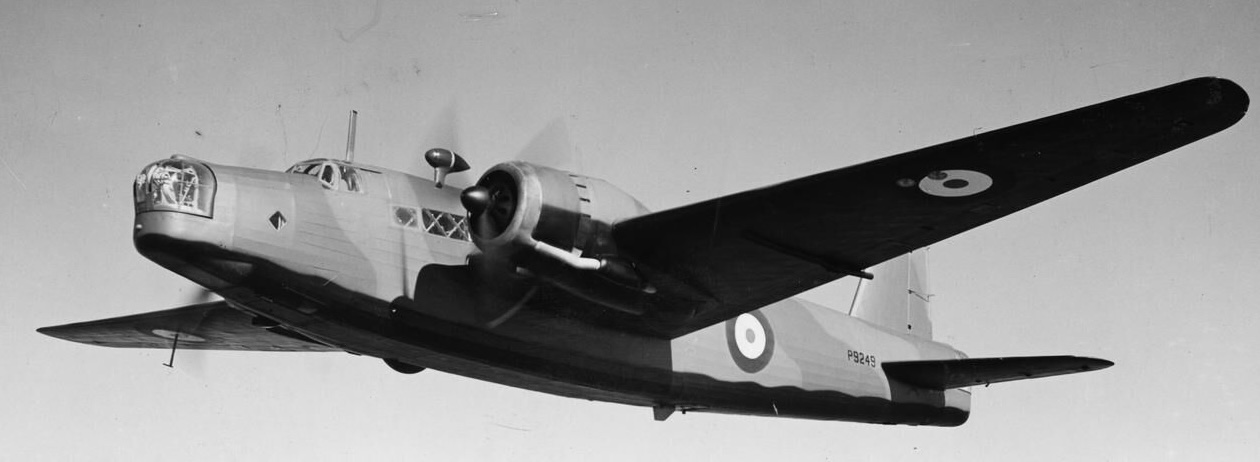
Двухмоторный бомбардировщик Vickers Wellington, на котором в начале фильма летал экипаж

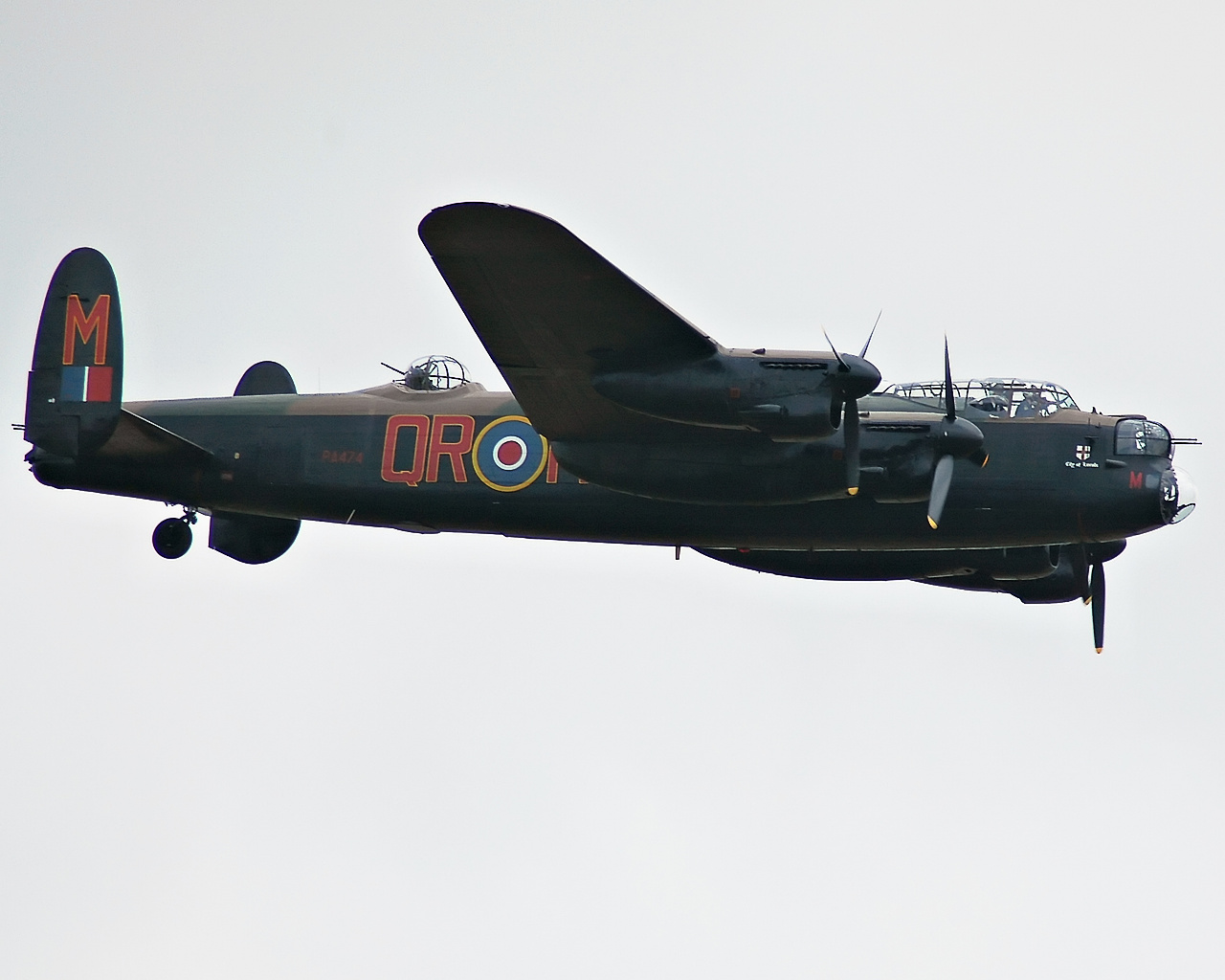
Четырёхмоторный бомбардировщик Avro Lancaster, на котором экипаж будет летать после выписки из госпиталя

Бомбардировщик английских ВВС Vickers Wellington по имени «Б — значит Берти» (англ. B for Bertie) разбивается в Нидерландах недалеко от Зёйдерзе во время бомбометательного вылета по Штутгарту. Его экипажу (двум пилотам, двум стрелкам, радисту и навигатору) приходится прыгать с парашютом.
Пятеро из них быстро находят друг друга, но шестой их товарищ пропал. Вскоре группа встречает нескольких местных жителей под предводительством школьной учительницы Элсе Мертенс, знающей английский язык. Поначалу голландцы не верят лётчикам, так как не видели никакой авиакатастрофы, но вскоре соглашаются помочь потерпевшим крушение, несмотря на некоторые опасения.
Замаскированные англичане в сопровождении множества местных жителей отправляются на велосипедах на футбольный матч, где их передают в попечение местному бургомистру. Там же неожиданно и обнаруживается потерявшийся член экипажа. Шестёрка прячется в грузовике Йо де Фрис, которая перевозит продукты. Несмотря на то, что женщина недолюбливает англичан, обвиняя их в гибели своего мужа во время бомбёжки (на самом деле он жив, работает в Англии диктором на радио), она прячет лётчиков у себя дома и даёт лодку. Англичане незамеченными почти достигают Северного моря, но в последний момент их обнаруживает часовой, который серьёзно ранит Джорджа Корбетта, самого пожилого члена экипажа. Тем не менее группа благополучно выходит в открытое море, где вскоре находят убежище на немецком спасательном буе (англ. Rescue buoy). Там им противостоят два фашиста, один из которых успевает послать радиограмму о нападении. К счастью, две английские лодки успевают первыми, и транспортируют бакен вместе с лётчиками в Англию.
Три месяца спустя Корбетт полностью поправился, и экипаж снова готов к вылетам на своём новом четырёхмоторном тяжёлом бомбардировщике Avro Lancaster.

## В ролях
- Хью Бёрден — Джон Глин Хаггард, командир «Берти»
- Эрик Портман — Том Эрншоу, второй пилот «Берти»
- Хью Уильямс — Фрэнк Шелли, наблюдатель-штурман «Берти»
- Эмрис Джонс — Боб Эшли, радист «Берти»
- Бернард Майлс — Джофф Хикман, стрелок «Берти»
- Годфри Тирл — сэр Джордж Корбетт, стрелок «Берти»
- Гуги Уитерс — Йо де Фрис
- Джойс Редман — Йет ван Дирен
- Памела Браун — Элсе Мертенс
- Питер Устинов — священник
- Алек Клунс — органист
- Хэй Петри — бургомистр
- Роланд Калвер — офицер флота
- Роберт Хелпманн — Де Йонг
- Роберт Битти — сержант Хопкинс
- Майкл Пауэлл — офицер, посылающий лётчиков на задание
- Стюарт Роум — командующий Рейнолд

## Создание
Съёмки начались 11 августа 1941 года и закончились в марте 1942 года.
Оригинальное название «Один из наших самолётов пропал» было взято из радиосводок того времени, когда дикторы регулярно сообщали после бомбового рейда: «Один [чаще — бо́льшее количество] из наших самолётов не смог[ли] вернуться» (one [or often more] of our aircraft failed to return). Создатели фильма «слегка смягчили» эту фразу, и сделали её названием своего фильма.
Сценарий постоянно корректировался прямо в процессе съёмок — это было связано, прежде всего, с тем, что на вооружение английской армии постоянно поступали разнообразные новшества. Яркий пример: Адмиралтейство сообщило режиссёрам, что они используют «ловушки для лобстеров» (англ. lobster-pots) — стальные платформы, заякоренные в Северном море, которые должны служить островками спасения для сбитых лётчиков (об этом ничего не было известно гражданским лицам). Режиссёры немедленно внесли в сценарий эпизод с участием платформ, и добились у Министерства информации разрешения снять их на плёнку.
Для съёмок фильма были приглашены как известные актёры, так и дебютанты (например, это первый фильм Питера Устинова). Прессбургер не хотел приглашать актрис, но Пауэлл настоял, чтобы в фильме присутствовали и женские роли, хотя бы второго плана, но не только эпизодические. Для съёмок внутри «Берты» ВВС Великобритании предоставили муляж бомбардировщика Vickers Wellington, в котором тем не менее было электричество и работающие турели.
Авторы фильма стремились к максимально возможной реалистичности, поэтому в ленте присутствуют документальные кадры воздушных боёв, а ключевая сцена — бомбёжка Штутгарта — была отснята в студии Риверсайд, в Хаммерсмите. Макет земной поверхности занимал весь пол студии, был должным образом подсвечен, на нём же вживую имитировались взрывы.
Сцены в Нидерландах на самом деле снимались в Бостоне, графство Линкольншир, и в кадрах можно заметить местные достопримечательности, например, причал Шодифрайрс и железнодорожный мост Свинг-Бридж.
В фильме практически отсутствует музыка: Пауэлл хотел как можно большую натуралистичность, поэтому зритель, в основном, слышит только те звуки, которые могли бы слышать герои картины.
В прокате в США фильм был укорочен на 20 минут.

## Факты
- Поздне́е название фильма обыгрывалось в сериалах, фильмах и компьютерных играх:
  - Один из эпизодов «Мэверик» называется «Один из наших поездов не вернулся» (One Of Our Trains Is Missing) (1962).
  - Один из эпизодов мультсериала «Звёздный путь» называется «Одна из наших планет пропала» (англ. One of Our Planets Is Missing) (1973).
  - Фильм «Пропавший динозавр» (One of Our Dinosaurs Is Missing) (1975).
  - Компьютерная игра в жанре Interactive fiction от компании англ. Zenobi называется «Один из наших вомбатов не вернулся» (One of Our Wombats is Missing) (1991).
- В 1943 году фильм номинировался на два «Оскара», но не получил ни одного[9].
- Этот фильм — четвёртый, созданный совместно Пауэллом и Прессбургером, но первый, сделанный ими под брендом «Лучники».
- Изначально фильм создавался исключительно с пропагандистской целью, чтобы поднять дух британцев, под руководством Министерства информации Великобритании, но сильный сюжет и хорошая игра актёров вывели эту ленту из многочисленного ряда безликих «ура-пропагандистских»[2]. Сейчас эта картина считается одной из лучших в английском кинематографе[10].
- Пропавший член экипажа Боб Эшли (Эмрис Джонс), которого находят играющим в футбол, до войны был футболистом международного уровня[4].
- В фильме есть огромный «ляп»: все немецкие солдаты носят форму образца Первой мировой войны[11].

## Премьерный показ в разных странах
- Великобритания — 24 апреля 1942 (только в Лондоне); 27 июня 1942 (в других городах)
- США — 16 октября 1942 (86-минутная версия)
- Швеция — 23 сентября 1943
- Франция — 29 октября 1944
- Дания — 14 мая 1945
- Финляндия — 24 июня 1945
- Нидерланды — 18 октября 1946
- Италия — 7 декабря 1946
- Гонконг — 20 февраля 1947